# Carrán-Los Venados
Le Carrán-Los Venados est un massif volcanique du Chili regroupant une cinquantaine de cônes pyroclastiques, de maars ainsi qu'un stratovolcan, le Cerro Carrán, point culminant du massif avec 1 114 mètres d'altitude. Cet ensemble s'étire sur 17 kilomètres de longueur entre les lacs Ranco au nord-ouest, Maihue au nord-est et Huishue au sud-est.

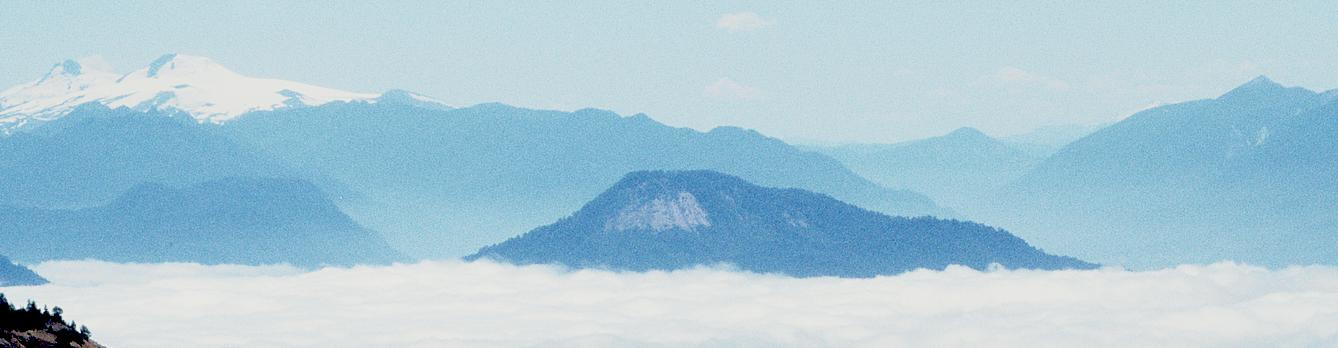
Vue du Cerro Carrán.